# TICV
TICV (Transportes Interilhas de Cabo Verde) (ehemals Binter CV) ist eine kapverdische Fluggesellschaft mit Sitz in Praia und Basis auf dem Aeroporto Internacional Nelson Mandela. Sie gehört zu 49 Prozent dem Staat. Sie operiert seit 21. August 2019 unter dem Namen TICV.

## Flugziele
Binter CV hat zum 1. August 2017 nach deren Einstellung alle nationalen Verbindungen der TACV übernommen. Bis dahin bediente die Gesellschaft nationale Ziele sowie Ziele auf den Kanaren. Zum 17. Mai 2021 hat Binter CV den Flugbetrieb eingestellt, die Maschinen und die Verpflichtung zur Aufrechterhaltung des Inlandsflugverkehrs wurden für sechs Monate von BestFly Angola übernommen.

## Flotte
Im Februar 2022 bestand die Flotte der TICV aus einem Flugzeug von Typ ATR 72-500 mit einem Alter von 9,8 Jahren: